# Мавлянова, Ханифа Мухиддиновна
Ханифа Мухиддиновна Мавлянова (тадж. Ҳанифа Муҳиддиновна Мавлонова; 30 января 1924 — 24 октября 2010) — таджикская, советская оперная певица (лирико-драматическое сопрано), педагог. Народная артистка СССР (1968).

## Биография
Ханифа Мавлянова родилась 30 января 1924 года в Ходженте (ныне Худжанд, Таджикистан).
В 1936 году окончила Ленинабадское музыкальное училище, затем педагогическое училище, в 1959 — Московскую консерваторию.
В 1937—1939 годах (одновременно с учёбой) — артистка Ленинабадского ТЮЗа, в 1939—1943 — Ленинабадского музыкально-драматического театра им. А. Пушкина (ныне Худжандский театр музыкальной комедии им. К. Худжанди).
В 1943—1983 годах (с перерывом) — ведущая солистка Таджикского театра оперы и балета имени С. Айни (Сталинабад, ныне Душанбе). Пела во всех главных оперных партиях, одна из лучших исполнителей шашмакома.
Выступала в концертах. Гастролировала по городам СССР и за рубежом: Монголия, Польша, Вьетнам, Канада, Афганистан, Китай, Чехословакия, Германия, Индонезия, Корея и др. страны.
Преподавала в Таджикском государственном институте искусств им. М. Турсун-заде в Душанбе (с 1967 — доцент, затем — профессор, с 1970 — заведующая кафедрой сольного пения и оперной подготовки института на протяжении 17 лет).
Член КПСС с 1952 года. Депутат Верховного Совета СССР 4-го созыва. Член Советского комитета защиты мира.
Последние годы жила в Москве.
Ханифа Мавлянова умерла 24 октября 2010 года в Москве. Похоронена на кладбище «Сари Осиё» в Душанбе.

### Семья
- Отчим — Мухиддин Мавлянов, устод, народный музыкант и исполнитель шашмакома.
- Сыновья — Ином, Икром.
- Дочь — Гульнор.

## Награды и звания
- Народная артистка Таджикской ССР (1951)
- Народная артистка СССР (1968)
- Государственная премия Таджикской ССР им. Рудаки (1968)
- Орден Ленина (1957)[2]
- Орден Трудового Красного Знамени
- Орден Дружбы народов
- Орден «Знак Почёта» (1954)[3]
- Медали
- Дипломант конкурса солистов-вокалистов в Берлине.

## Партии
- «Санавбар» Р. Чалила — Санавбар
- «Евгений Онегин» П. И. Чайковского— Татьяна
- «Пулад и Гульру» Ш. С. Сайфиддинова — Гульру
- «Князь Игорь» А. П. Бородина — Ярославна
- «Трубадур» Дж. Верди — Леонора
- «Проделки Майсары» С. А. Юдакова — Майсара
- «Знатный жених» С. Ю. Урбаха — Сурма
- «Тахир и Зухра» А. С. Ленского — Махин
- «Тоска» Дж. Пуччини — Тоска
- «Пиковая дама» П. И. Чайковского — Лиза
- «Мазепа» П. И. Чайковского — Мария
- «Аида» Дж. Верди — Аида
- «Отелло» Дж. Верди — Дездемона
- «Возвращение» Я. Р. Сабзанова — Малохат
- «Бахтиор и Ниссо» С. А. Баласаняна — Ниссо